# Tainsala
Tainsala is een bestuurslaag in het regentschap Timor Tengah Utara van de provincie Oost-Nusa Tenggara, Indonesië. Tainsala telt 1683 inwoners (volkstelling 2010).